# Unzmarkt-Frauenburg
Unzmarkt-Frauenburg – gmina targowa w Austrii, w kraju związkowym Styria, w powiecie Murtal. Liczy 1378 mieszkańców (1 stycznia 2015).